# Веслав Рудковський
Веслав Рудко́вський (пол. Wiesław Rudkowski; 17 листопада 1946 — пом. 13 лютого 2016) — польський боксер, призер Олімпійських ігор, чемпіон Європи серед аматорів.

## Аматорська кар'єра
На чемпіонаті Європи 1971 року завоював бронзову медаль.
- У 1/16 фіналу переміг Франца Цандля (Австрія) — TKO 2
- У 1/8 фіналу переміг Мікко Саарінена (Фінляндія) — 5-0
- У чвертьфіналі переміг Хаккі Созен (Туреччина) — 5-0
- У півфіналі програв Светомиру Беличу (Югославія) — TKOI 3

На Олімпійських іграх 1972 завоював срібну медаль.
- У 1/16 фіналу переміг Антоніо Кастелліні (Італія) — 5-0
- У 1/8 фіналу переміг Найдена Станчева (Болгарія) — 5-0
- У чвертьфіналі переміг Роландо Гарбей (Куба) — 4-1
- У півфіналі переміг Петера Тіпольда (НДР) — 4-1
- У фіналі програв Дітеру Коттіш (ФРН) — 2-3

На чемпіонаті Європи 1973 року завоював срібну медаль.
- У 1/8 фіналу переміг Франца Дорфера (Австрія) — TKO 2
- У чвертьфіналі переміг Томаша Кемеля (Чехословаччина) — 5-0
- У півфіналі переміг Санду Тіріла (Румунія) — 5-0
- У фіналі програв Анатолію Кліманову (СРСР) — 0-5

На чемпіонаті Європи 1975 року став чемпіоном.
- У 1/8 фіналу переміг Сай Гаррісона (Шотландія) — 5-0
- У чвертьпівфіналі переміг Александру Тирбоя (Румунія) — 5-0
- У півфіналі переміг Франца Дорфера (Австрія) — 5-0
- У фіналі переміг Віктора Савченка (СРСР) — 4-1

Після завершення спортивної кар'єри був тренером з боксу.